# Estação Obvodnyi canal
Obvodnyi canal (em russo:  Обво́дный кана́л) é uma das estações da linha Frunzensko-Primorskaia (Linha 5) do metro de São Petersburgo, na Rússia. Estação «Obvodnyi canal» está localizada entre as estações «Zvenigorodskaia» (ao norte) e «Volkovskaia» (ao sul).